# Michael Zanatta
Michael Angelo Zanatta (* 31. Mai 1989 in Toronto, Ontario, Kanada) ist ein italo-schweizerischer Eishockeyspieler, der seit 2017 erneut bei den SG Cortina aus der Alps Hockey League unter Vertrag steht.

## Karriere

### Vereine
Michael Zanatta begann seine Karriere als Eishockeyspieler in der Nachwuchsabteilung des HC Lugano. Nachdem er die Spielzeit 2006/07 bei den Notre Dame Hounds in der Saskatchewan Midget Hockey League, einer unterklassigen kanadischen Juniorenliga, verbracht hatte, kehrte er nach Lugano zurück, wo er überwiegend weiterhin im Juniorenbereich eingesetzt wurde, aber bereits 2007 auch zu ersten Einsätzen in der National League A kam. Neben den Einsätzen für seinen Stammverein spielte er bis 2009 aber auch für den EHC Basel (National League A und National League B) und den HC Ceresio aus der 1. Liga, der höchsten Schweizer Amateurklasse. 2009 wechselte er zum NLB-Klub HC Ajoie, den er aber bereits im Januar des Folgejahres wieder verliess, um die Saison bei den Innisfil Lakers aus der kanadischen Juniorenliga GMHL zu beenden. Im Sommer 2010 kehrte er nach Europa zurück und spielte die nächsten vier Jahre für die SG Cortina in der italienischen Serie A, wobei er mit seinem Team 2012 italienischer Cupsieger wurde. Seit 2014 spielt er wieder in der Schweiz, nunmehr beim Zweitligisten HC Red Ice Martigny-Verbier. 2017 wurde der Klub aus dem Kanton Wallis für insolvent erklärt. Zanatta kehrte daraufhin zu den SG Cortina, die inzwischen in der Alps Hockey League spielten, zurück. Mit dem Klub wurde er 2023 italienischer Meister und gewann auch die Supercoppa.

### Nationalmannschaft
Im Juniorenbereich spielte Zanatta für den Schweizer Nachwuchs, wurde aber nicht bei Weltmeisterschaften eingesetzt. Dadurch konnte er im Erwachsenenbereich für die italienische Auswahl antreten. Nachdem er in der Saison 2012/13 erstmals zu Länderspieleinsätzen gekommen war, nahm er 2015 und 2016 an den Weltmeisterschaften der Division I teil.

## Erfolge und Auszeichnungen
- 2012 Italienischer Cupsieger mit den SG Cortina
- 2016 Aufstieg in die Top-Division bei der Weltmeisterschaft der Division I, Gruppe A
- 2023 Italienischer Meister und Superpokalsieger mit den SG Cortina

## Privates
Auch sein Vater Ivano war italienischer Nationalspieler. Seine jüngeren Brüder Luca und Alessandro spielten ebenfalls bereits international für Italien.